# Mekanism
Mekanism, eller anordning är en sammansättning av stela kroppar – maskinelement – med förmågan att överföra kraft och rörelse enligt mekanikens lagar. Hjulet, hävstången, skruvar, kuggväxlar, kamrörelser och ledrörelser/länkmekanismer är alla exempel på mekanismer.
Under en stor del av industrialismens framväxt från 1700-talet till 1900-talet var länkmekanismer en högt ansedd konst med ett stort antal berömda, ofta patenterade rörelser som tillämpats för styrning av bland annat ångfördelningsorgan hos ångmaskiner, så kallad ventil- och slidrörelser och vid sidan av det den linjärstyrning – Wattmekanismen – som medgav att kolvstänger kunde kopplas till balansarmen på en ångmaskin på ett sådant sätt att ångmaskiner för första gången kunde göras dubbelverkande.
Mekanismer av liknande typer förekom ofta även inom verkstadsindustrin innan modern numerisk maskinstyrning blev allmän. Det mest kända exemplet är kanske pantografen med vilken en rörelse kan likformigt förstoras eller förminskas, exempelvis vid bokstavsgravyr.
En symaskin är från början, och än idag, full av länkmekanismer för nålstyrning och matning medan kamrörelser sedan mitten av 1900-talet – idag ofta ersatt av numerisk styrning – använts för nålens styrning i sidled vid mer invecklade typer av sömmar.